# Comuna Orava
Orava este o comună (vald) din Comitatul Põlva, Estonia. Cuprinde 30 de sate. Reședința comunei este satul Orava.